# 小若昂·卡费
小若昂·费尔南德斯·坎波斯·卡费（葡萄牙語：João Fernandes Campos Café Filho，葡萄牙語：[ˈʒuɐ̃w feʁˈnɐ̃d͡ʒis ˈkɐ̃pus kaˈfɛ ˈfiʎu]，1899年2月3日—1970年2月20日），巴西政治家。出生在北里约格朗德州纳塔尔，卡费是一名记者和联邦议员，他在1950年当选副总统。继1954年瓦加斯总统自杀之后，卡费接任总统一职。在任期结束前两个月（在1956年1月31日任职到期），他以健康不佳为理由辞去总统职务，随后卡费又试图恢复职位，但被国会和军方阻止，两者均不容许卡费再次成为总统。卡费在儒塞利诺·库比契克宣誓就职，他是第一个新教徒巴西总统。